# ناحیه بنی ضبیان
ناحیهٔ بنی ضبیان (به عربی: مدیریة بنی ضبیان) یک ناحیه در یمن است که در استان صنعا واقع شده‌است. ناحیهٔ بنی ضبیان ۱۶٬۲۶۲ نفر جمعیت دارد.